# Himmelsperlingspapagei
Der Himmelsperlingspapagei  (Forpus coelestis), auch Blaugenick-Sperlingspapagei oder Blaunacken-Sperlingspapagei, ist eine Vogelart aus der Familie der Eigentlichen Papageien (Psittacidae).

## Aussehen
Blaunacken sind kurzschwänzige Papageien von 12 bis 15 cm Länge und zählen zu den kleinsten bisher entdeckten Papageien. Die Wildform der Sperlingspapageien ist Grün und weist einen deutlichen Geschlechtsdimorphismus auf. Während das Weibchen fast komplett grün (leichte Blaufärbung im Nacken) ist, weist der Hahn eine kräftige Blauzeichnung im Nacken und an den Flügelspitzen auf. Inzwischen gibt es Sperlingspapageien in sehr vielen Farbmutationen.

## Literatur

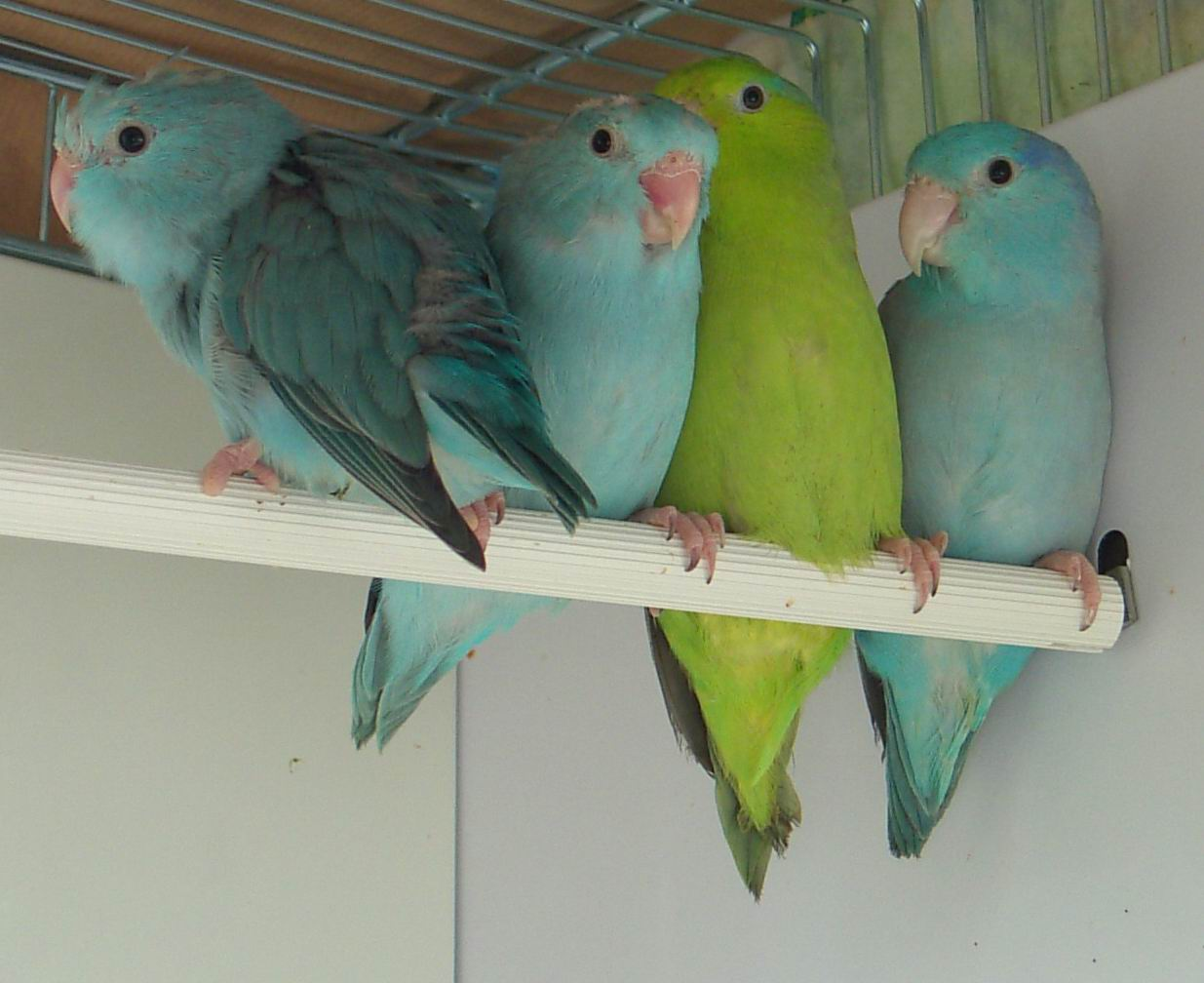
Himmelsperlingspapagei ♀ (Forpus coelestis)

## Verbreitung
Der Himmelsperlingspapagei kommt im pazifischen Tiefland in Ecuador und im Nordwesten von Peru vor. Das natürliche Habitat besteht aus Buschland und Savannen.

## Geschlechtsreife und Nachzucht
Sperlingspapageien sind im Alter von neun bis zwölf Monaten geschlechtsreif. Die Nachzucht ist als relativ leicht einzustufen. Das Gelege beträgt vier bis sieben Eier, die Nestlingszeit etwa vier Wochen. Sperlingspapageien sind Höhlenbrüter, das heißt zum Züchten benötigen sie einen Nistkasten.
Auch bei Jungtieren ist eine Geschlechterbestimmung sofort durch den schon vorhandenen Geschlechtsdimorphismus möglich. Ausnahmen gibt es auch, zum Beispiel Albinos.

## Mutationen
Inzwischen gibt es Sperlingspapageien in vielen verschiedenen Farb-Mutationen. Die gängigsten sind die folgenden: 
Blaureihe
- Blau
- Blaupastell
- Blaupastell-Falbe
- Blau-Falbe
- Blauschecke
- Blau-Isabell
- Blau-Zimt
- Albino
- US-Weiß

Grünreihe
- Grünschecke
- Falb-Isabell
- Lutino
- Pastell (Vogel ist gelblich)
- Grau-Grün
- US-Gelb
- Falb-Schecke
- Falbe
- Isabell
- Zimt

Bildergalerie (F. Coelestis)
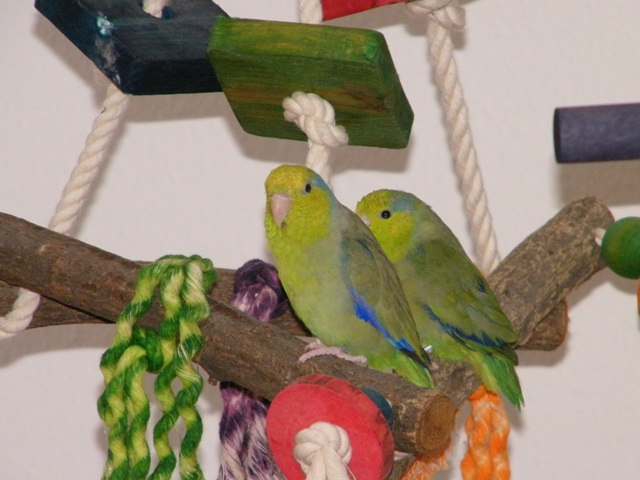
Zwei Hähne Wildfarben
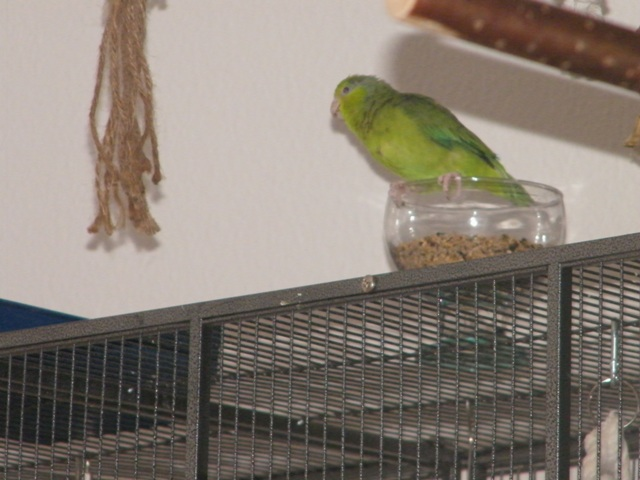
Henne Wildfarben
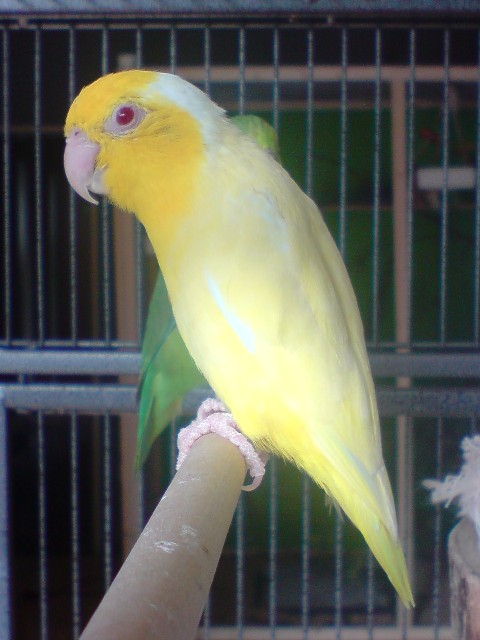
Hahn Lutino
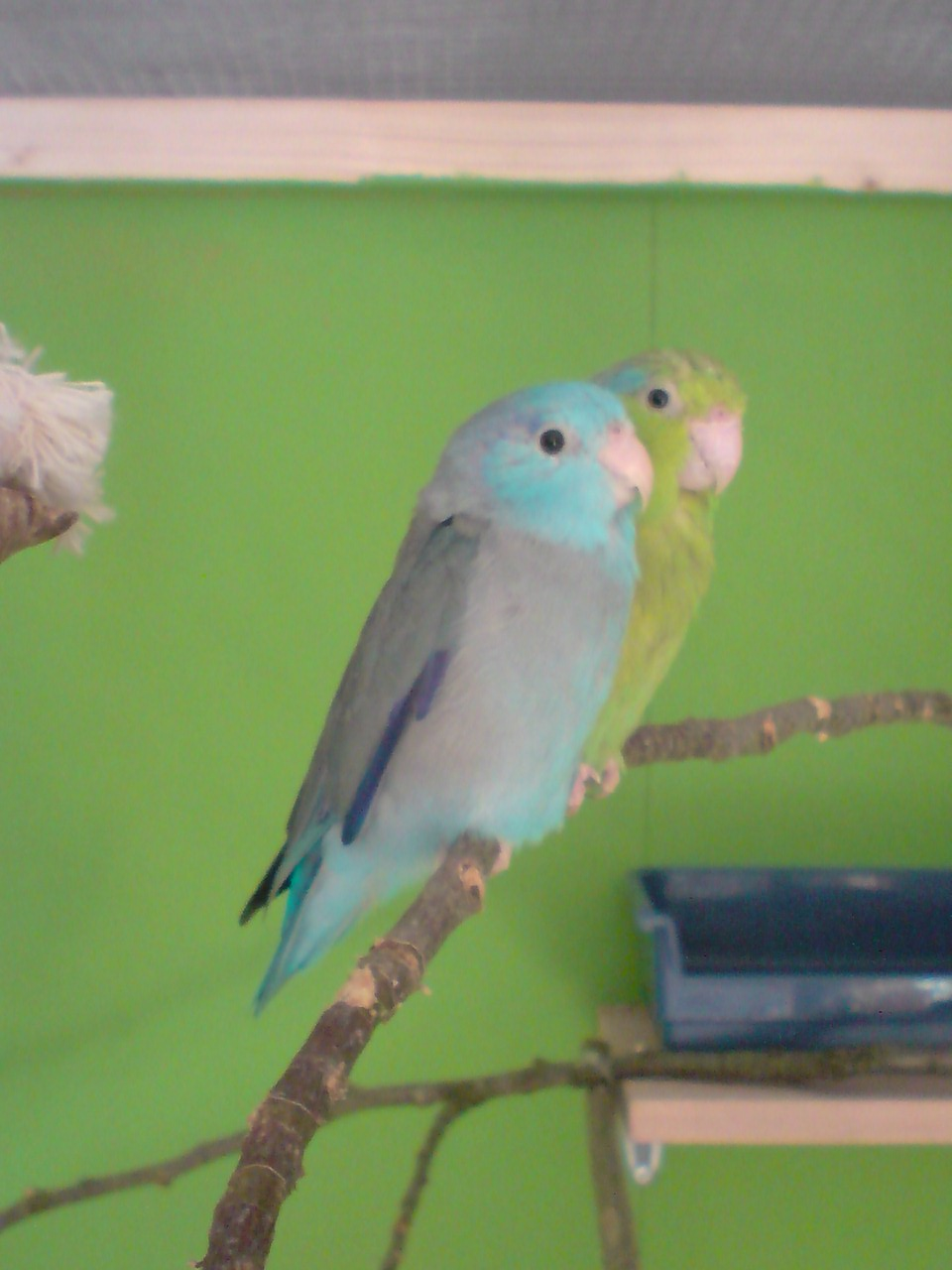
Hahn Blau
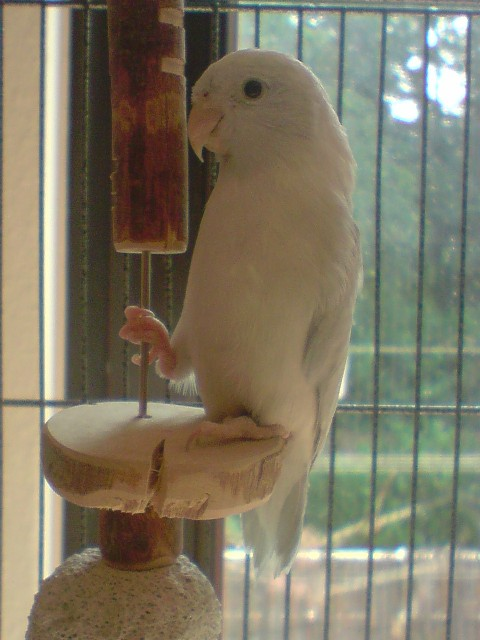
Henne Pastell-Blau